# هانا رابرتز
هانا رابرتز (انگلیسی: Hannah Roberts؛ زادهٔ ۱۰ اوت ۲۰۰۱) دوچرخه‌سوار اهل ایالات متحده آمریکا است.
وی در مسابقات کشوری و بین‌المللی در مجموع برندهٔ ۴ مدال طلا، ۱ مدال نقره، ۱ مدال برنز شده‌است.